# Маккормік (Південна Кароліна)
Маккормік (англ. McCormick) — місто (англ. town) в США, в окрузі Маккормік штату Південна Кароліна. Населення — 2232 особи (2020).

## Географія
Маккормік розташований за координатами 33°54′46″ пн. ш. 82°17′15″ зх. д. / 33.91278° пн. ш. 82.28750° зх. д. (33.912840, -82.287591).  За даними Бюро перепису населення США в 2010 році місто мало площу 10,49 км², уся площа — суходіл.

## Демографія
Згідно з переписом 2010 року, у місті мешкали 2783 особи в 710 домогосподарствах у складі 400 родин. Густота населення становила 265 осіб/км².  Було 813 помешкання (77/км²).
Расовий склад населення:
| - 68,3 % — чорних або афроамериканців - 29,5 % — білих - 0,5 % — азіатів - 0,2 % — вихідців з тихоокеанських островів - 0,2 % — корінних американців |

До двох чи більше рас належало 0,9 %. Частка іспаномовних становила 1,6 % від усіх жителів.
За віковим діапазоном населення розподілялося таким чином: 13,1 % — особи молодші 18 років, 75,8 % — особи у віці 18—64 років, 11,1 % — особи у віці 65 років та старші. Медіана віку мешканця становила 39,4 року. На 100 осіб жіночої статі у місті припадало 234,5 чоловіків;  на 100 жінок у віці від 18 років та старших — 269,3 чоловіків також старших 18 років.
Середній дохід на одне домашнє господарство  становив 37 273 долари США (медіана — 23 450), а середній дохід на одну сім'ю — 50 206 доларів (медіана — 34 514). Медіана доходів становила 35 227 доларів для чоловіків та 24 148 доларів для жінок. За межею бідності перебувало 28,4 % осіб, у тому числі 38,4 % дітей у віці до 18 років та 19,3 % осіб у віці 65 років та старших.
Цивільне працевлаштоване населення становило 626 осіб. Основні галузі зайнятості: освіта, охорона здоров'я та соціальна допомога — 31,8 %, виробництво — 17,7 %, публічна адміністрація — 9,7 %, науковці, спеціалісти, менеджери — 9,7 %.